# Meiglyptes
Meiglyptes és un gènere d'ocells de la família dels pícids (Picidae) que es troben al sud-est asiàtic.

## Taxonomia
El gènere va ser introduït pel naturalista anglès William Swainson l'any 1837 amb el picot trist (Meiglyptes tristis) com a espècie tipus. El nom combina el grec antic «meiōn» que significa “petit” o “menor” amb «gluptēs »que significa “tallista”. El gènere pertany a la tribu Picini dins de la subfamília dels picots Picinae. El gènere és germà del picot rogenc en el seu propi gènere monotípic Micropternus.
Segons la Classificació del Congrés Ornitològic Internacional (versió 14.2, 2024) aquest gènere està format per tres espècies:
- picot barrat de carpó groc (Meiglyptes grammithorax).
- picot blanc-i-negre (Meiglyptes jugularis).
- picot trist (Meiglyptes tristis).
- picot tukki (Meiglyptes tukki).